# Fabrosàurids
Els fabrosàurids (Fabrosauridae) són una família de dinosaures ornitisquis primitius que descendien d'animals similars al lesotosaure. La majoria de fabrosàurids mesuraven entre 1 i 2 metres de longitud, i eren lleugers i bípedes. Els seus cranis eren triangulars i presentaven conques oculars grans. Eren herbívors i probablement utilitzaven l'agilitat per a escapar dels predadors. Van aparèixer al Triàsic superior i es van extingir a finals del Juràssic.